# Модификатор за достъп
Модификаторите за достъп са запазени думи в обектно-ориентираното програмиране, които задават правата за достъп до класове, методи и други елементи на кода. Модификаторите за достъп са част от синтаксиса на програмния език, която спомага за лесното капсулиране на кода.
В C++ съществуват 3 вида модификатори за достъп. В C# те биват 5, докато в Java има 4 модификатора за достъп.

## Видове модификатори за достъп
C++ използва трите модификатора за достъп, наречени public, protected, и private. В C# модификаторите са public, internal, protected,  private, и protected internal. В Java биват public, package, protected, и private. По подразбиране в Java се използва модификатора package, ако не е указан друг. В C++ по подразбиране модификатора е private, а в C# internal. Свойствата на модификаторите могат да варират при различните езици.
| Модификатор        | C#                                         | C++                | Java                        |
| ------------------ | ------------------------------------------ | ------------------ | --------------------------- |
| private            | в текущия клас                             | в текущия клас     | в текущия клас              |
| protected internal | видими за класовете наследници в асемблито | –                  | -                           |
| protected          | класове наследници                         | класове наследници | класове наследници в пакета |
| package            | –                                          | –                  | в пакета                    |
| public internal    | в същото асембли                           | –                  | -                           |
| public             | всеки                                      | всеки              | всеки                       |

|  | Тази страница частично или изцяло представлява превод на страницата Access_modifiers в Уикипедия на английски. Оригиналният текст, както и този превод, са защитени от Лиценза „Криейтив Комънс – Признание – Споделяне на споделеното“, а за съдържание, създадено преди юни 2009 година – от Лиценза за свободна документация на ГНУ. Прегледайте историята на редакциите на оригиналната страница, както и на преводната страница, за да видите списъка на съавторите. ВАЖНО: Този шаблон се отнася единствено до авторските права върху съдържанието на статията. Добавянето му не отменя изискването да се посочват конкретни източници на твърденията, които да бъдат благонадеждни. |